# Erik jarl
Erik Håkonsson Ladejarl (norsk:Eirik, gammelnorsk:Eiríkr Hákonarson) (født 957 død 1023 eller 1024) var jarl af Trøndelag og Håløygaland (ca. 995 – 1012). Han var vicekonge i Norge under Svend Tveskæg af Danmark (1000 – 1012).

## Familie
Han var uægte søn af Håkon Sigurdsson Ladejarl og blev opfostret af Torleiv Spake, på Melhus.
Søskende: Svend Håkonsson Ladejarl og Bergljot Håkonsdatter
Hustru: Gyda Sveinsdotter
Børn: Håkon Eriksson Ladejarl

## Slaget ved Hjörungavágr
Slaget ved Hjörungavágr var Eriks første Eriks første store slag. Det blev udkæmpet til havs mellem ladejarlerne og en dansk invasionsflåde. Det bliver beskrevet i de nordiske kongesaga som Heimskringla og Jómsvíkinga saga samt i Saxo Grammaticus' Gesta Danorum. De senere kilder er mere fantasifulde, me historikere mener, at de stadig indeholder en grad af sandhed. Nogle samtidige skjaldedigte hylder slaget, hvilket inkluderer vers af Þórðr Kolbeinsson og Tindr Hallkelsson. 
Hákon Sigurðarson var en stærk tilhænger af de gamle nordiske guder, og da Harald Blåtand forsøgte at kristne ham brød Håkon sin alliance med Danmark. En dansk invasionsstyrke blev slået under slaget ved Hjörungavágr i 986. Ifølge Heimskringla blev Erik tilsyneladende forsonet med sin fader, der havde 60 skibe under slaget, og vandt slaget. Efter kampene benådede han mange af jomsvikingerne, som var en del af invasionsstyrken, herunder Vagn Ågesen.

## Slaget ved Svold
Erik jarl var allieret med danskekongen Svend Tveskæg og svenskekongen Olof Skotkonning i slaget ved Svold i 1000, hvor de besejrede den norske konge Olav Tryggvason. Efter Olav Tryggvasons fald fik Erik jarl magten over det meste af det nordlige Norge som underkonge til kong Svend. I 1014 drog han med Knud (den senere Knud den Store), søn af Svend Tveskæg til England og overlod sit rige til sin søn, Håkon. Men før han nåede tilbage til Norge, havde Olav den Hellige taget magten.